# Рено талисман
Рено талисман  (фр. Renault Talisman) је аутомобил који производи француска фабрика аутомобила Рено од 2015. године.

## Историјат
Први пут је приказан јавности 6. јула 2015. године, а званичну премијеру је имао септембра 2015. на салону аутомобила у Франкфурту. Развијен је на платформи CMF-CD, коју су заједно развили Рено и Нисан. Долази као замена за лагуну и латитуд.
За кинеско тржиште талисман се продаје од 2012. године, међутим то су у дизајнерском смислу два различита возила. У Јужној Кореји, талисман из 2012. се зове Renault Samsung SM7.
Карактерише га елегантан стајлинг, простран ентеријер, висока технологија и иновативност. Као еспас и кађар има карактеристичан облик маске хладњака са великим централно постављеним амблемом марке. Осмишљени су и оригинални стилски детаљи, као дневна лед светла или као задња лед светла која се дубоко увлаче у поклопац пртљажника. Располаже са великим пртљажником од 608 литара. За разлику од лагуне, која је позади имала пета врата, талисман може бити класичан седан са четвора врата и караван са петора врата.
На европским тестовима судара 2015. године, талисман је добио максималних пет звездица за безбедност.

## Мотори
| Модел        | Тип мотора | Запремина | Снага           | Момент        | 0–100 km/h | Брзина   | Потрошња | Емисија CO2 |
| Бензин       | Бензин     | Бензин    | Бензин          | Бензин        | Бензин     | Бензин   | Бензин   | Бензин      |
| ------------ | ---------- | --------- | --------------- | ------------- | ---------- | -------- | -------- | ----------- |
| 160 TCe      | R4         | 1333 cm³  | 117 kW (159 КС) | 270 Nm (1800) | 8,9 сек.   | 210 km/h | 5,6 l.   | 128 g/km    |
| 150 TCe      | R4         | 1618 cm³  | 110 kW (150 КС) | 220 Nm (2200) | 9,6 сек.   | 215 km/h | 5,6 l.   | 127 g/km    |
| 200 TCe      | R4         | 1618 cm³  | 147 kW (200 КС) | 260 Nm (2000) | 7,6 сек.   | 237 km/h | 5,6 l.   | 127 g/km    |
| 225 TCe      | R4         | 1798 cm³  | 165 kW (225 КС) | 300 Nm (1750) | 7,4 сек.   | 240 km/h | 7,2 l.   | 164 g/km    |
| Дизел        |            |           |                 |               |            |          |          |             |
| dCi 110      | R4         | 1461 cm³  | 81 kW (110 КС)  | 260 Nm (1750) | 11,9 сек.  | 190 km/h | 3,6 l.   | 95 g/km     |
| dCi 130      | R4         | 1598 cm³  | 96 kW (130 КС)  | 320 Nm (1750) | 10,4 сек.  | 205 km/h | 3,9 l.   | 102 g/km    |
| dCi 130      | R4         | 1598 cm³  | 96 kW (130 КС)  | 320 Nm (1750) | 10,8 сек.  | 205 km/h | 4,3 l.   | 111 g/km    |
| dCi 160      | R4         | 1598 cm³  | 118 kW (160 КС) | 380 Nm (1750) | 9,4 сек.   | 215 km/h | 4,6 l.   | 119 g/km    |
| Blue dCi 120 | R4         | 1749 cm³  | 88 kW (120 КС)  | 300 Nm (1750) | 11,9 сек.  | 191 km/h | 4,6 l.   | 122 g/km    |
| Blue dCi 150 | R4         | 1749 cm³  | 110 kW (150 КС) | 340 Nm (1750) | 10,3 сек.  | 206 km/h | 4,6 l.   | 122 g/km    |
| Blue dCi 160 | R4         | 1997 cm³  | 118 kW (160 КС) | 360 Nm (1500) | 9,9 сек.   | 217 km/h | 4,8 l.   | 126 g/km    |
| Blue dCi 200 | R4         | 1997 cm³  | 147 kW (200 КС) | 400 Nm (1750) | 8,7 сек.   | 234 km/h | 4,9 l.   | 130 g/km    |

## Галерија
- Талисман за кинеско тржиште (од 2012)
- Талисман за кинеско тржиште (од 2012)
- Караван